# 4 Non Blondes
4 Non Blondes – amerykański zespół grający rock alternatywny, powstały na początku lat 1990.
Największym hitem zespołu był utwór What's Up wydany na singlu w 1993, pochodzący z albumu Bigger, Better, Faster, More! wydanego w 1992. Dzięki tej piosence zespół zaistniał w świadomości milionów słuchaczy i stał się jednym z najbardziej znanych „zespołów jednego przeboju”.
W 1995, 4 Non Blondes nagrało swoją wersję piosenki Misty Mountain Hop, która została zamieszczona na tribute albumie Led Zeppelin pt. Encomium.
W 1996 wokalistka Linda Perry rozpoczęła karierę solową i zespół rozwiązał się po nagraniu drugiego albumu (który nigdy nie został wydany).

## Skład
- Linda Perry – wokal
- Roger Rocha – gitara
- Christa Hillhouse – gitara basowa
- Dawn Richardson – perkusja

- Wanda Day – perkusja (przed wydaniem Bigger, Better, Faster, More)
- Shaunna Hall – gitara (1989–1992, pojawia się w kilku utworach na płycie)

## Dyskografia

### Albumy
| 1992                           | Bigger, Better, Faster, More! - Data: 13 października 1992 - Wydawca: Interscope Records | 13 | - RIAA: platyna |
| "—" pozycja nie była notowana. |                                                                                          |    |                 |

### Single
| Rok  | Tytuł                         | Pozycja na liście | Pozycja na liście |
| Rok  | Tytuł                         | LP3               | USA               |
| ---- | ----------------------------- | ----------------- | ----------------- |
| 1993 | What's Up?                    | 1                 | 14                |
| 1993 | Spaceman                      | 23                | 39                |
| 1993 | Superfly                      | 47                | —                 |
| 1993 | Mary's House                  | —                 | —                 |
| 1994 | Dear Mr. President            | 29                | —                 |
| 1994 | Bless The Beasts and Children | —                 | —                 |
| 1995 | Misty Mountain Hop            | 36                | —                 |